# ترتيب البايتات

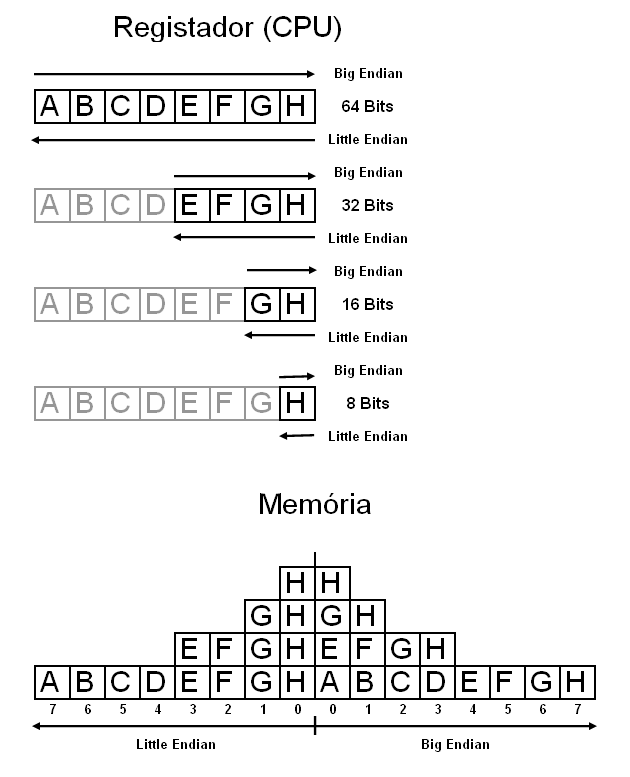
ترتيب البايتات

ترتيب البايتات (بالإنجليزية: Endianness)‏ هو ترتيب سلاسل البايتات داخل الكلمة الواحدة في ذاكرة الحاسوب، ويمثل بمصطلحي ذو نهاية أكبر (بالإنجليزية: big-endian)‏ وذو نهاية أصغر (بالإنجليزية: little-endian)‏. في نظام ذي النهاية الأكبر، تُخزن البايت ذات المرتبة الأعلى في عنوان الذاكرة الأصغر والبايت ذات المرتبة الأصغر في عنوان الذاكرة الأكبر، بينما تُخزن البايت ذات المرتبة الأصغر في عنوان الذاكرة الأصغر في نظام ذي النهاية الأصغر.